# Segismundo Félix Felinski
Segismundo Félix Felinski, Zygmunt Szczesny Felinski,  (Wojutyn in Volinia (Волинська область, Diócesis de Wojutynie Łucka Volinia), hoy Ucrania, 1 de noviembre de 1822, † Cracovia, 17 de septiembre de 1895 )  obispo polaco y fundador de la Congregación de las Monjas Franciscanas de la Familia de María, reconocido como santo por la Iglesia católica. En palabras de Benedicto XVI: 

«...fue un gran testigo de la fe y de la caridad pastoral en tiempos muy difíciles para la nación y para la Iglesia de Polonia...»

## Biografía
Fue el séptimo de once hijos de Gerard Felinskiy Eva Wendorffów. En el undécimo año de vida perdió a su padre, y cinco años más tarde, su madre. A causa de sus actividades patrióticas, fue deportado a Siberia.
El 6 de enero de 1862 el papa Pío IX le nombró arzobispo de Varsovia. Se entregó al crecimiento espiritual de los fieles, ayudó a los pobres y huérfanos, impulsó la formación sacerdotal, la renovación interior.
Poniendo en guardia contra el inútil derramamiento de sangre, ante la insurrección contra la anexión rusa de enero de 1863, defendió con valentía a los oprimidos. El 14 de junio de 1863, fue destituido y exiliado por las autoridades zaristas a Yaroslavl en el Volga. 
Después de veinte años, en 1883 y gracias a la intervención de la Santa Sede, que le concede el Arzobispado de Tarso, obtiene la libertad sin la posibilidad de regresar a Varsovia.
Semi-exiliado, los últimos doce años de su vida transcurren en Dzwiniaczka, diócesis de Lov, en Galitzia la zona polaca ocupada por el Imperio austrohúngaro.

## Beatificación y canonización

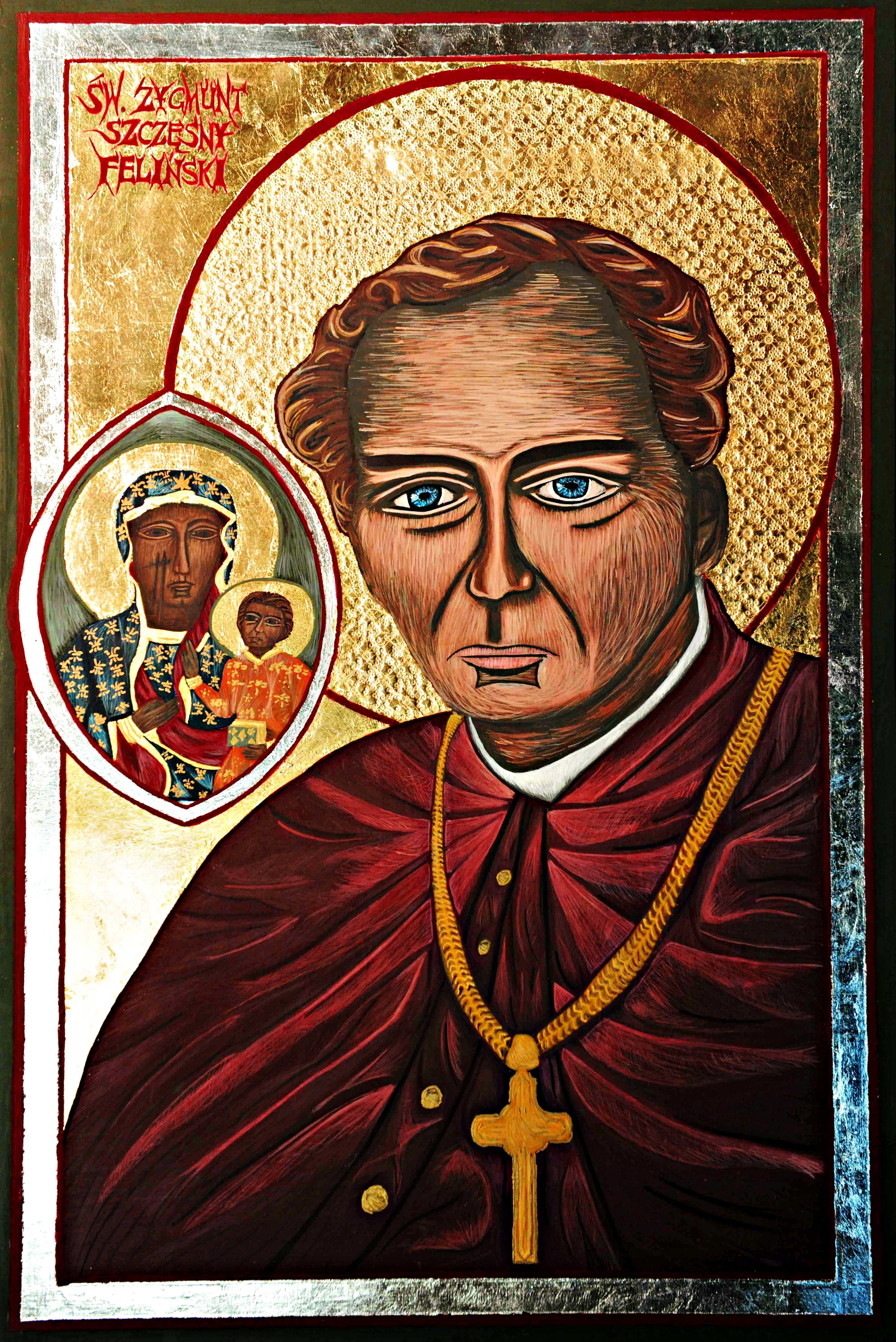
Fotografía del icono de San Segismundo Felinski de Michael Costik

Beatificado por el papa Juan Pablo II  el 26 de mayo de 2002.
El día 11 de octubre de 2009, en una ceremonia en la Basílica de San Pedro, fue proclamado santo, a las 7:33 UTC.

«...«Hoy su entrega a Dios y a los hombres lleno de confianza y de amor, es un ejemplo resplandeciente para toda la Iglesia»...»
Benedicto XVI ha evocado la fe inquebrantable de este santo arzobispo de Varsovia